# Phylloscopus trivirgatus
El mosquitero tribandeado (Phylloscopus trivirgatus) es una especie de ave paseriforme de la familia Phylloscopidae propia de las islas de la Sonda. Anteriormente se consideraba conespecífico del mosquitero de la Negros (Phylloscopus nigrorum), pero actualmente se consideran especies separadas.

## Distribución y hábitat
Se encuentra en las montañas de gran parte de las islas de la Sonda y el sur de la península malaya, distribuido por Indonesia y Malasia. Su hábitat natural principal son los bosques húmedos tropicales de montaña.